# Such Is Life (film 1924)
Such Is Life è un cortometraggio muto del 1924 diretto da Alfred J. Goulding.

## Trama
Un ragazzo che vive sulla strada cerca di cavarsela da solo, affrontando tutta una serie di disavventure.

## Produzione
Il film fu prodotto dalla Century Film.

## Distribuzione
Distribuito dall'Universal Pictures, il film - un cortometraggio in due bobine - uscì nelle sale cinematografiche USA il 30 gennaio 1924,